# گئورگ اریش پولد
گئورگ اریش پولد (استونیایی: Georg Erich Põld؛ زادهٔ ۲۹ ژوئیهٔ ۱۹۵۲) سیاستمدار و نماینده سابق مجلس اهل استونی است.